# 石狗镇
石狗镇，是中华人民共和国广东省肇庆市四会市下辖的一个乡镇级行政单位。

## 行政区划
石狗镇下辖以下地区：
石狗社区、石狗村、程村、都崀村、讴坑村、石桥村、廻龙村、金坑村、带下村、大坪村和隔岗村。